# 卡拉莫夫分區
卡拉莫夫分區（Kharlamov Division）成立於2008年，是大陸冰球聯盟的一部分。自KHL成立第二個賽季以來，它是聯盟四個部門之一，並且是東部分區的一部分。它以冰球名人堂入選者瓦列裡·卡拉莫夫的名字命名；他為蘇聯奧運金牌得主，原CSKA選手。

## 分區球隊
- 喀山雪豹
- 叶卡捷琳堡汽车人（英语：Avtomobilist Yekaterinburg）
- 马鋼城冶金
- 下卡姆斯克石化（英语：HC Neftekhimik Nizhnekamsk）
- 北京昆仑鸿星
- 车里雅宾斯克拖拉机（英语：Traktor Chelyabinsk）